# Ping-Pong-Fraktur
Die Ping-Pong-Fraktur ist eine Bezeichnung für eine kindliche Impressionsfraktur. Der Schädelknochen ist hierbei eingedrückt und wie ein eingedrückter Tischtennisball verformt. Ein Frakturspalt kann dabei nicht festgestellt werden. Die Diagnose erfolgt mittels Computertomographie.